# 21563 Chetgervais
A 21563 Chetgervais (ideiglenes jelöléssel 1998 QW95) a Naprendszer kisbolygóövében található aszteroida. A LINEAR projekt keretében fedezték fel 1998. augusztus 19-én.